# Minerve
Minerve là một xã trong vùng Occitanie, thuộc tỉnh Hérault, quận Béziers, tổng Olonzac, Pháp. Tọa độ địa lý của xã là 43° 21' vĩ độ bắc, 02° 44' kinh độ đông. Minerve nằm trên độ cao trung bình là 227 mét trên mực nước biển, có điểm thấp nhất là 137 mét và điểm cao nhất là 604 mét. Xã có diện tích 27,89 km², dân số vào thời điểm 1999 là 111 người; mật độ dân số là 4 người/km². Minerve đã từng được chọn là Les Plus Beaux Villages de France ("làng quê đẹp nhất nước Pháp").

## Thông tin nhân khẩu
| 1926 | 1931 | 1936 | 1946 | 1954 | 1962 | 1968 | 1975 | 1982 | 1990 | 1999 |
| ---- | ---- | ---- | ---- | ---- | ---- | ---- | ---- | ---- | ---- | ---- |
| 204  | 213  | 217  | 189  | 166  | 138  | 125  | 106  | 112  | 104  | 111  |